# TJ 하산

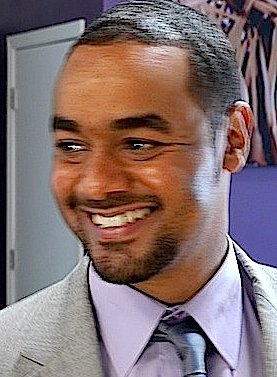

TJ 하산(TJ Hassan, 1981년 5월 23일 ~ )은 영국의 배우, 텔레비전 배우이다.

## 방송
- 아미 와이브즈 4

## 영화
- 아워즈 (2013년) - 제레미 역
- 체인지 업 (2011년)
- 로터리 티켓 (2010년)
- 컬러드 걸스 (2010년)
- 후 두 유 러브 (2008년)
- 아미 와이브즈 1 (2007년)